# Памирский горный баран
Памирский баран, или памирский архар, или баран Марко Поло (лат. Ovis ammon polii) — подвид архара, вида парнокопытных млекопитающих из семейства полорогих. Считается самым крупным из архаров, назван в честь путешественника Марко Поло, первого европейца, который его описал.

## Описание

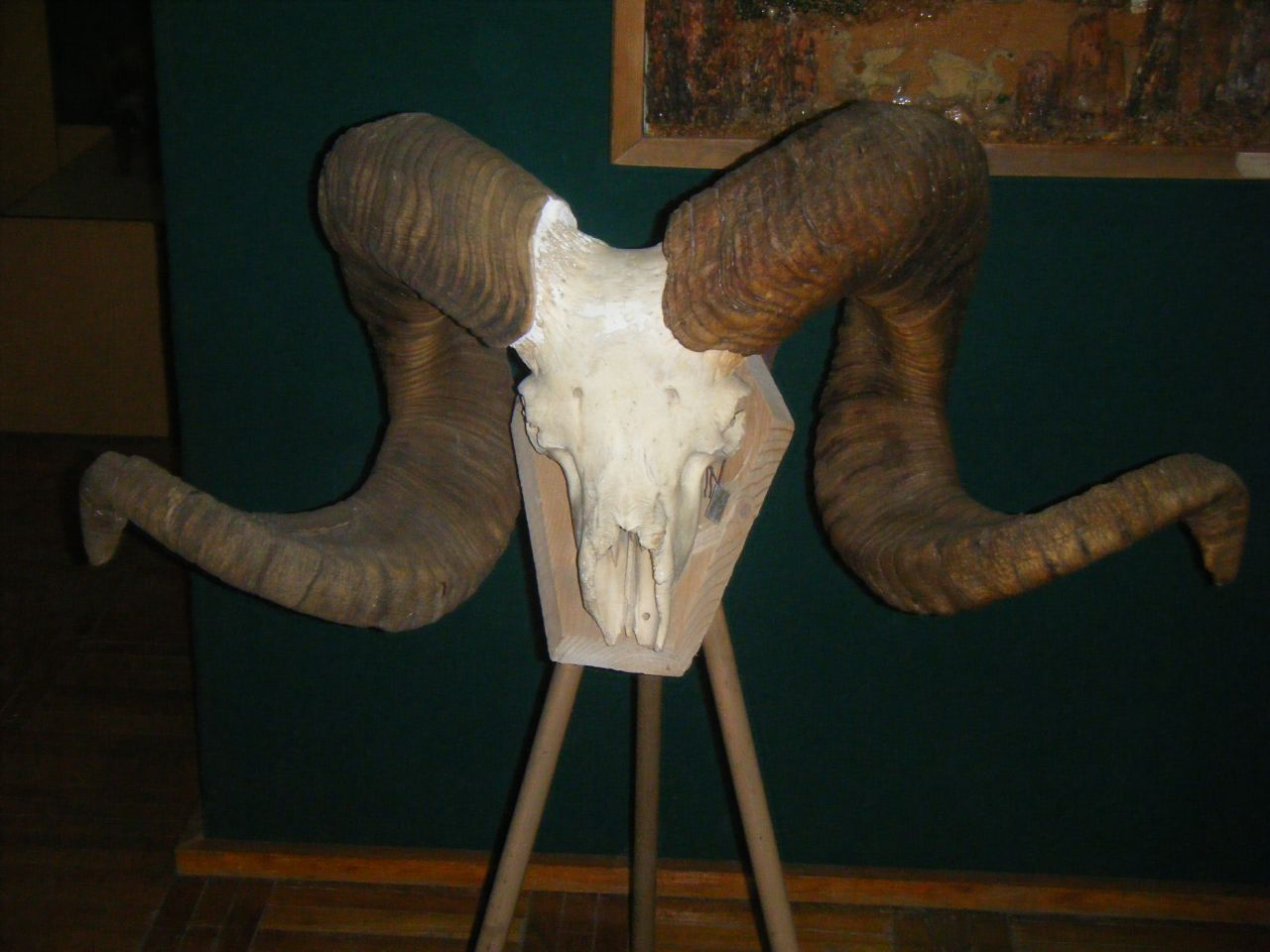
Череп старого самца с большими рогами

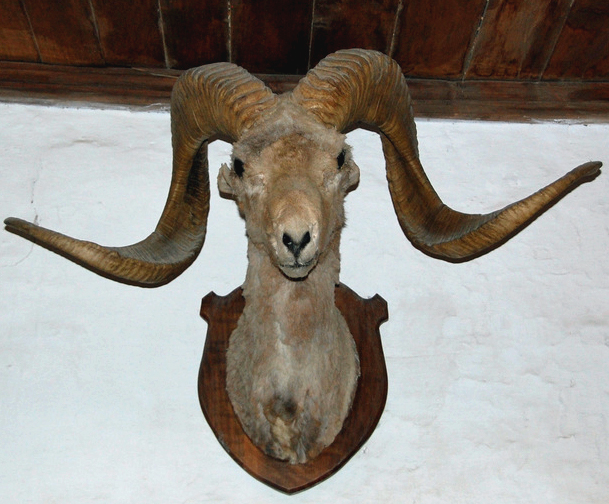
Голова Памирского архара как охотничий трофей, прикрепленная к стене

Памирские архары отличаются главным образом своими большими размерами и спиралевидными рогами.

## Ареал
Горные районы Центральной Азии.

## Места обитания

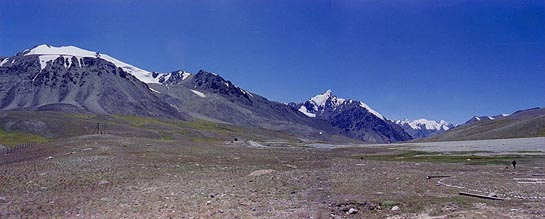
Горы в Национальном парке Хунджераб

Большинство памирских архаров живут в районе Памирских гор, в пределах Афганистана, Пакистана, Кыргызстана, Таджикистана и Китая, на высотах от 3700 до 4800 метров над уровнем моря. Подвид обитает в основном в северо-западной части района Хунза Пакистана вдоль китайской границы, населяя границу Килик Минтака и северо-западную область национального парка Хунджераб. Памирские архары также населяют Ваханский коридор, вдоль афганской границы. Наряду с сибирским горным козлом летом памирские архары предпочитают находиться вблизи прибрежных районов и растительности, в то время как зимой они предпочитают быть на более мягких южных горных склонах.

## Охрана
В Красном списке МСОП памирский баран не представлен отдельно, но природоохранный статус вида Ovis ammon в целом — «вид, близкий к уязвимому положению». Предпринимаются усилия по сохранению его численности и недопущению коммерческой охоты.

### Браконьерство
Охота на памирских архаров впервые стала популярной, когда Мохаммед Захир Шах, король Афганистана, охотился и убил барана в 1950-х годах. После этого он заявил, что долина, в которой он охотился, является охотничьими угодьями афганской королевской семьи, и только в 1968 году американскому туристу было разрешено охотиться в заповеднике. В 2008 году было подсчитано, что американские охотники платили в среднем от 20 000 до 25 000 долларов за экспедицию по охоте на памирских архаров. Недавнее исследование установило стоимость в $ 40 000 за разрешение.
В 1976 году в Хунзераве поголовье баранов оценивалось в 30 тысяч голов. Это число уменьшилось до 16 тыс. между 1978 и 1981 годами, и уменьшилось до 4.5 тыс. в 1991 году. Джордж Шаллер из Общества охраны дикой природы оценил мировую численность в 2003 году примерно в 10 000 голов, половина того, что Рональд Петоч оценил в своём туре 1973 года. Их плотность популяции была зарегистрирована как менее двух животных на 1 квадратный километр. Памирский архар был включён в первый список охраняемых видов, выпущенный Национальным агентством по охране окружающей среды Афганистана в июне 2009 года. Доходы от охоты обеспечивают большую часть ресурсов, необходимых для усилий по сохранению, включая приобретение и восстановление среды обитания.